# Dujmić Selo
Dujmić Selo je naselje u Republici Hrvatskoj, u sastavu Grada Ogulina, Karlovačka županija. 

Na zapadnoj je obali jezera Sabljaci a pripada mu i zaselak Rupčići. Između njih je jezerski zaljev Stoševo manje pogodan za kupače ali idealno mjesto za ribiče.

## Stanovništvo
Prema popisu stanovništva iz 2001. godine, naselje je imalo 126 stanovnika te 36 obiteljskih kućanstava.
| broj stanovnika |       |       |       |       |       |       |       |       | 98    | 151   | 122   | 119   | 120   | 129   | 126   | 142   | 114   |
|                 | 1857. | 1869. | 1880. | 1890. | 1900. | 1910. | 1921. | 1931. | 1948. | 1953. | 1961. | 1971. | 1981. | 1991. | 2001. | 2011. | 2021. |